# بازارک
شهر بازارَک، مرکز استان پنجشیر، در دره پنجشیر در شمال شرقی افغانستان واقع است. این شهر زادگاه احمد شاه مسعود است. بازارک شهری کوچک با مساحت ۹٬۱۲۲ هزار هکتار و شامل چند روستا از جمله جنگلَک، رحمان خیل و پارَندِه است.در سال ۲۰۱۵، جمعیت این شهر ۲۴٬۷۲۳ نفر برآورد شد.

## مردم
همه‌ی مردمان این شهر تاجیک و به زبان پارسی سخن می‌گویند.

## در تصرف طالبان
این شهر پس از هجوم طالبان در سال ۱۴۰۰، تنها مرکز ولایت در افغانستان بود که به‌طور کامل به تصرف تروریست‌ها در نیامده بود و همچنان بخش‌هایی از آن در کنترل جبههٔ مقاومت ملی افغانستان بود. طالبان در ۵ سپتامبر ۲۰۲۱، تصرف کامل این شهر را اعلام کرد و نیروهای مقاومت ملی از این شهر عقب‌نشینی کردند.